# Buenismo
Buenismo es un término peyorativo creado para conductas basadas en la creencia de que gran parte de los problemas pueden resolverse a través del diálogo, la solidaridad y la tolerancia, cuando dichas prácticas no serían posibles.

## Ámbito de uso
"Buenista" podría compararse con la expresión inglesa do-gooder, literalmente 'hacedor de bien, el que hace el bien', empleada igualmente de forma satírica para aquellas personas que procuran hacer buenas obras a fin de ganarse el reconocimiento de los demás. No obstante, por su gran uso, el término ha empezado a ser utilizado por algunos líderes de centro-derecha, reconociéndolo como un modo de actuación que no siempre resulta ser el más adecuado para resolver los problemas de un país.